# Anton Spitaler
Anton Spitaler (Monaco di Baviera, 11 luglio 1910 – Traunreut, 3 agosto 2003) è stato un orientalista tedesco, filologo arabista e semitista.

## Carriera
Studiò fra il 1929 e il 1933 nell'Università di Monaco, nel semestre invernale 1931-1932 nell'Università di Breslavia e si laureò nel 1933 a München in Filologia semitica. Dal 1933 al 1939 fu collaboratore scientifico nel Seminario di semitistica e lavorò nel Notgemeinschaft der deutschen Wissenschaft della Korankommission dell'Accademia bavarese delle scienze (Bayerischen Akademie der Wissenschaften). Nella seconda guerra mondiale operò nell'Ufficio della Wehrmacht in qualità di interprete arabista inizialmente in Belgio, quindi in Francia. Nel giugno del 1946 portò a compimento la sua tesi di abilitazione in Filologia semitica a Monaco. Nel 1948 divenne professore ordinario nell'Università di Monaco, occupando la cattedra lasciata vuota da vari anni dal grande studioso Gotthelf Bergsträsser, e nel 1978 fu celebrato in veste di Professore Emerito.
L'erudizione di Spitaler, riconosciuta e rispettata internazionalmente, era influenzata da principalmente da Gotthelf Bergsträsser, August Fischer ed Heinrich L. Fleischer.
La sua riedizione del testo di Theodor Nöldeke Zur Grammatik des classischen Arabisch (Vienna 1896) con le sue ampie correzioni ed integrazioni provenienti sia dal manoscritto  di Nöldeke sia dalle sue raccolte, documenta la sua ampia conoscenza delle fonti e la sua scientifica dimestichezza con la filologia araba.
Ancora in vita donò alla sezione di Monaco della Commissione per la Filologia Semitica dell'Accademia Bavarese (Kommission für Semitische Philologie der Bayerischen Akademie) la sua biblioteca privata e la sua corrispondenza scientifica, le sue annotazioni sulla sintassi, fraseologia e stilistica araba.
Nel 1966 divenne membro ordinario della classe filosofico-storica dell'Accademia Bavarese delle Scienze e dal 1978 divenne Vicepresidente dell'istituto di ricerca. 
Dal 1973 era membro corrispondente della School of Oriental and African Studies a Londra. Nel 1978 gli venne conferito il dottorato honoris causa (Dr. phil.h.c.) dall'Università Ebraica di Gerusalemme e nel 1993 l'Ordine di Massimiliano per le scienze e le arti da parte del governo bavarese.

## Necrologio
- Zeitschrift der Deutschen Morgenländischen Gesellschaft (ZDMG), 156(1) (2006), pp. 1-7